# Jan O. Karlsson

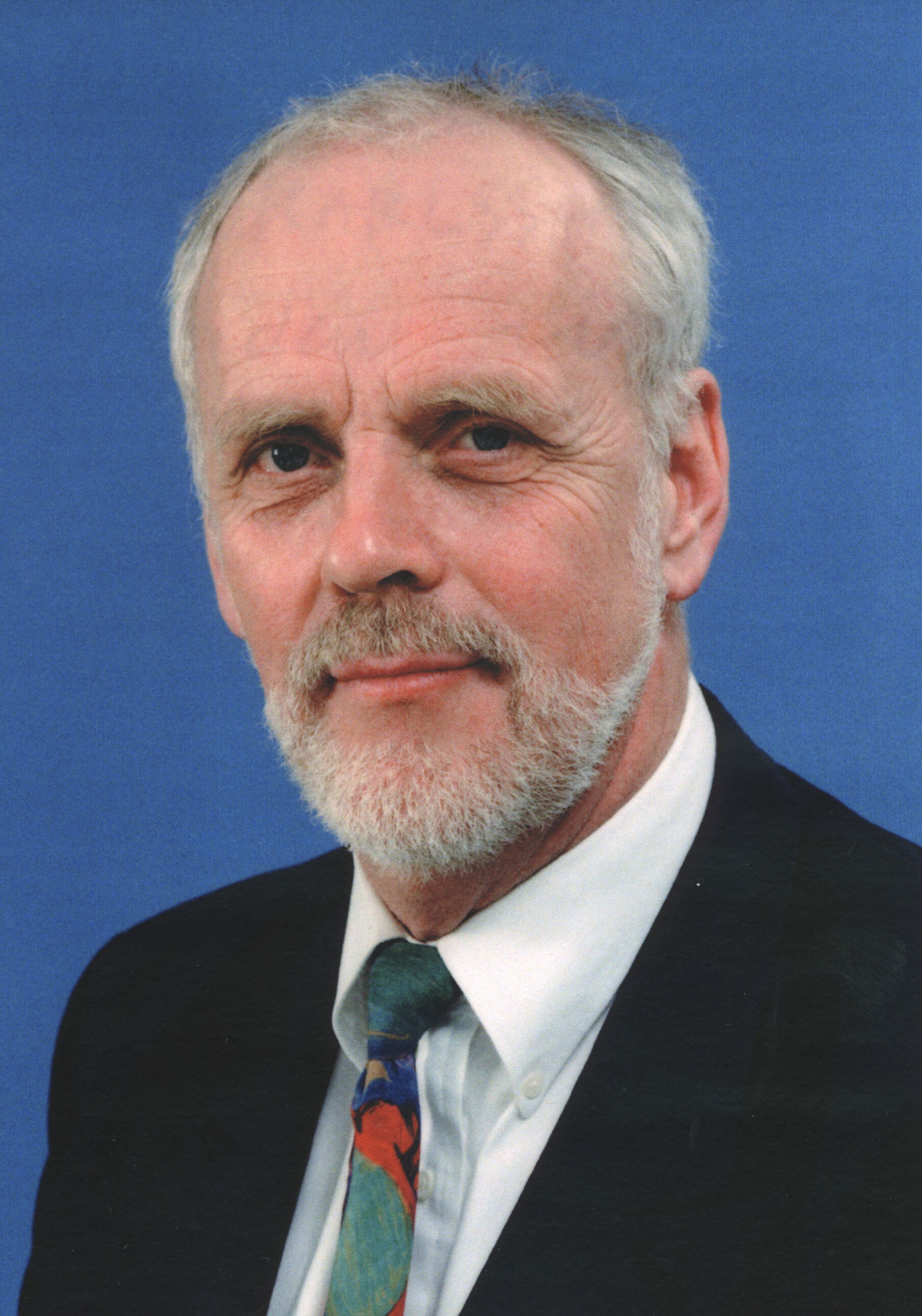
Jan O. Karlsson, 1999

Jan Olov Karlsson (* 1. Juni 1939 in Stockholm; † 19. September 2016) war ein schwedischer sozialdemokratischer Politiker.

## Biografie
Jan O. Karlsson war von 1982 bis 1985 Staatssekretär im Landwirtschaftsministerium, anschließend bis 1988 im Finanzministerium. Von 1995 bis 2001 arbeitete er im Europäischen Rechnungshof, ab 1999 als Präsident. Von 2002 an war er im schwedischen Außenministerium als Minister für Entwicklungszusammenarbeit und Migration tätig; zwischen dem 11. September 2003 und dem 10. Oktober 2003 (nach der Ermordung von Anna Lindh) war er geschäftsleitend schwedischer Außenminister.
Karlsson ist der Vater des Tenors Peder Karlsson (The Real Group).
| Personendaten    | Personendaten          |
| ---------------- | ---------------------- |
| NAME             | Karlsson, Jan O.       |
| ALTERNATIVNAMEN  | Karlsson, Jan Olov     |
| KURZBESCHREIBUNG | schwedischer Politiker |
| GEBURTSDATUM     | 1. Juni 1939           |
| GEBURTSORT       | Stockholm              |
| STERBEDATUM      | 19. September 2016     |